# Henri Sjöberg
Henri Sjöberg est un publicitaire français né le 3 avril 1910 à Paris 14e où il est décédé le 12 décembre 2000,.

## Vie famimiale
Son père, Albert Sjöberg, était artiste-peintre et sa mère, née Juliette Gorre, sans profession.
Il épousé Jeanne Déchenaux, et le couple a deux enfants, Olivier et Blandine ( qui épouse Patrick Norero).

## Vie professionnelle
À la fin de ses études à l'école nationale supérieure des beaux-arts,
il commence sa vie professionnelle comme dessinateur chez Draeger, où il travaille deux ans. En 1932, à l'agence de publicité R.-L. Dupuy, il est d'abord concepteur-rédacteur (1932-39), puis directeur (1941-44), chef de publicité (1945-47). Dès 1935, sur une idée de l'abbé Jean Plaquevent, il fonde les éditions du Seuil avec sa femme Jeanne Sjöberg
.
Il crée en 1947 et dirige la Publicité Sj.
Au syndicat national des conseils en publicité (SNPub), il est vice-président (1964), président (1973-74) puis président d'honneur.

## Œuvre
Sjöberg publie plusieurs poèmes dans le Divan, le Correspondant, la Vie intellectuelle, la Revue des Jeunes entre 1932 et 1939. Il publie aussi:
- en 1945, Hors-saison à Vichy.
- sont illustrées par lui une édition de l'évangile selon saint Jean en 1943, et une de l'Apocalypse en 1947.
- en 1985, Villa Gavarnie, bonheurs d'une enfance, récit.

Il compose des affiches pour la SNCF, qu'il signe Abel.
En 1972, il réalise le court-métrage Bezombes.

## «Dévorez les livres»
Pour l'affiche que conçoit et réalise Sjöberg pour Gallimard en 1950, Gérard Philipe, accepte, pour la première fois, de faire de la publicité: il pose devant l'objectif de Lucien Lorelle et le slogan complet tire parti de la popularité de l'acteur: « Dévorez les livres comme Gérard Philipe » est affiché sur les murs de France pendant des années et, près de 60 ans plus tard, l'affiche est reprise en 2007 en couverture d'un livre de Patrick Cloux.